# برندت کاتتر
برندت کاتتر (انگلیسی: Berndt Katter; ۱۵ ژانویهٔ ۱۹۳۲ – ۲۰ ژوئیهٔ ۲۰۱۴) ورزشکار واترپلو اهل فنلاند بود.
وی در مسابقات کشوری و بین‌المللی در مجموع برندهٔ ۱ مدال نقره، ۱ مدال برنز شده‌است.